# Goshen (Utah)
Goshen is een plaats (town) in de Amerikaanse staat Utah, en valt bestuurlijk gezien onder Utah County.

## Demografie
Bij de volkstelling in 2000 werd het aantal inwoners vastgesteld op 874.
In 2006 is het aantal inwoners door het United States Census Bureau geschat op 911, een stijging van 37 (4,2%).

## Geografie
Volgens het United States Census Bureau beslaat de plaats een oppervlakte van
1,9 km², geheel bestaande uit land. Goshen ligt op ongeveer 1433 m boven zeeniveau.

## Plaatsen in de nabije omgeving
De onderstaande figuur toont nabijgelegen plaatsen in een straal van 16 km rond Goshen.